# Veronika Floigl
Veronika Floigl (* 2. Dezember 1954 in Güssing) ist eine österreichische Politikerin (SPÖ) sowie Abgeordnete zum Wiener Landtag und Mitglied des Wiener Gemeinderats.

## Schulische und berufliche Laufbahn
Nach ihrer Ausbildung arbeitete Floigl zwischen 1974 und 1982 als Diplomkrankenschwester an der Allgemeinen Poliklinik in Wien. 1982 wechselte sie an das Pflegeheim SMZ-Ost, wo sie bis 1993 als Stationsschwester arbeitete. Seit 1993 ist sie dort Pflegedirektorin und akademisch geprüfte Krankenhausmanagerin.

## Politische Laufbahn
Veronika Floigl ist seit 1985 in der SPÖ Donaustadt aktiv, ist Mitarbeiterin in der Sektion 3 und engagiert sich im Bezirksfrauenkomitee und im Bezirksausschuss. Seit dem 24. Jänner 2008 vertritt sie die SPÖ Wiener Landtagsabgeordnete und Gemeinderätin. Sie ist in der 18. Wahlperiode im Ausschuss „Kultur und Wissenschaft“ aktiv. 

## Privates
Veronika Floigl hat eine Tochter.